# Sarah, avagy a hetedik gyufa
A Sarah, avagy a hetedik gyufa (eredeti cím: Sarah) 1982-ben bemutatott ausztrál rajzfilm, amelyet Yoram Gross alkotott. 
Ausztráliában 1982-ben mutatták be a mozikban, Magyarországban 1996. szeptember 6-án az MTV2-n vetítették le a televízióban.

## Szereplők
| Szereplő         | Eredeti hang | Magyar hang   |
| ---------------- | ------------ | ------------- |
| Sarah            | Mia Farrow   | Kovács Nóra   |
| Sarah anyja      | Joan Bruce   | Jani Ildikó   |
| Sarah nagymamája | Joan Bruce   | Pásztor Erzsi |
| Sarah apja       | N/A          | Jakab Csaba   |

## Betétdalok
Sarah dala (előadja: Jacki Weaver)

## Televízió megjelenések
TV-2 